# اسپوریوس لوکرتیوس تری‌کیپیتینوس

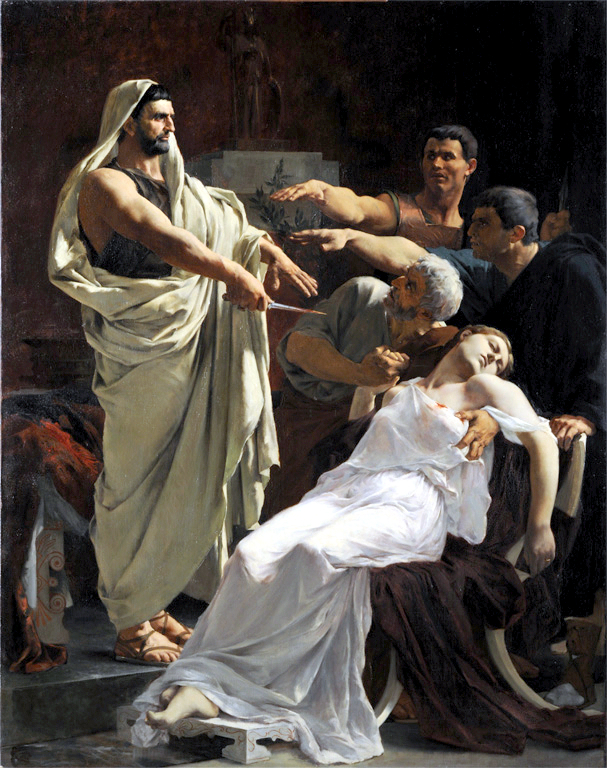
پس از آنکه لوکرتیا خود را به‌خاطر تجاوز سکستوس تارکوئینیوس کشت، بروتوس (فرد ایستاده در تصویر) خنجر را از قلب لوکرتیا برگرفت و به خون زن قسم خورد که انتقام این تجاوز را باید بگیرند؛ و آن سه تن دیگر را واداشت قسم انتقام‌گیری یاد کنند. در این تصویر، ریش‌سفیدی که جسد زن را گرفته پدرش، اسپوریوس لوکرتیوس، است؛ دو تن در پشت‌سر زن نیز شوهرش کولاتینوس و پوبلیکولا هستند. (نقاشی از آنری پینتا)

اسپوریوس لوکْرِتیوس تری‌کیپیتینوس (به لاتین: Spurius Lucretius Tricipitinus) (سال تولد نامشخص، متوفی ۵۰۹ یا ۵۰۸ قبل از میلاد) سیاستمدار رومی و پدر لوکرتیا بود، زنی که پس از تجاوز سکستوس تارکوئینیوس ـ جوان‌ترین فرزند لوکیوس تارکوئینیوس متکبر، آخرین شاه روم ـ خود را کشت. این خودکشیْ لوکیوس یونیوس بروتوس و اسپوریوس لوکرتیوس و دو تن دیگر را واداشت شورشی به‌راه انداخته انتقام آن زن را از خاندان شاه بگیرند. این شورش منجر به انقلابی شد که پادشاهی روم را برانداخت و جمهوری روم را تأسیس کرد (۵۰۹ ق.م.).

## مناصب سیاسی
در زمان سلطنت لوکیوس تارکوئینیوس متکبر بر روم (۵۳۴ تا ۵۰۹ ق.م.) او فرماندار شهر روم بود. پس از انقلاب و بیرون انداختن خاندان شاه، به‌عنوان یک اینتررکس (پادشاه موقت) مسئول برگزاری انتخابات نخستین کنسولان شد. در این انتخابات، دامادش لوکیوس تارکوئینیوس کولاتینوس و لوکیوس یونیوس بروتوس به‌عنوان نخستین کنسولان جمهوری روم برگزیده شدند. در نخستین سال تأسیس جمهوری روم، پس از کشته شدن کنسول بروتوس در نبردی، اسپوریوس لوکرتیوس به‌جای او به کنسولی برگزیده شد و، برای همین، نخستین کنسول سوفکتوسِ جمهوری روم محسوب می‌شود. البته خودِ او نیز به‌سبب کهولت سن چندی بعد درگذشت و کنسول سوفکتوسِ دیگری به‌جای او نصب کردند.